# Tentorium
Tentorium – element szkieletu wewnętrznego głowy owadów i wijów. Zbudowany jest z systemu apodem, stanowiących punkt zaczepu dla mięśni poruszających aparatem gębowym, czułkami i całą głową.

## Owady
U owadów tentorium tworzone jest przez dwie pary apodem (inwaginacji oskórka), które łączą się wewnątrz głowy, tworząc rusztowanie leżące ponad brzusznym łańcuszkiem nerwowym, ale przechodzące poniżej stomodeum. Zwykle tentorium ma kształt litery H z poprzeczką przesuniętą ku tyłowi, ale jego budowa jest bardzo zróżnicowana (często ma formę litery X lub odwróconej π).
Pierwsza para budujących tentorium apodem nazywana jest przednimi ramionami tentorialnymi (processus tentorialis anterior) i u owadów uskrzydlonych wyrasta po wewnętrznej stronie szwu epistomalnego lub podpoliczkowego. Jako że są to inwaginacje oskórka, po zewnętrznej stronie puszki głowowej widoczne są jako wgłębienia, tj. przednie jamki tentorialne (fovea tentorialis anterior), położone na wspomnianych szwach.
Druga para apodem to tylne ramiona tentorialne (processus tentorialis posterior), wyrastające po wewnętrznej stronie szwu zapotylicznego (zwykle w jego dolnych końcach). Po zewnętrznej stronie puszki głowowej miejsca z których wyrastają widoczne są jako tylne jamki tentorialne (fovea tentorialis posterior).
Tylne ramiona tentorialne często są połączone poprzeczną, biegnącą wzdłuż tyłu głowy beleczką, zwaną mostem tentorialnym. U owadów uskrzydlonych przednie ramiona tentorialne łączą się z owym mostem w pobliżu jego zewnętrznych końców. Czasem cała środkowa część tentorium tworzy szeroką płytkę (corpotentorium) i to z nią łączą się przednie i tylne ramiona tentorialne. U innych (np. komarowatych) znowu cały most tentorialny zanika przez co lewa i prawa połowa tentorium nie są połączone.
Z przednich ramion tentorialnych odchodzić mogą ku górze dodatkowe wyrostki: grzbietowe ramiona tentorialne (processus tentorialis dorsalis). Zwykle połączone są one z puszką głowową tylko mięśniami, czasem jednak miejsca ich przyczepu do niej są od zewnątrz widoczne jako położone na szwie czołowym górne jamki tentorialne (fovea tentorialis superior). U niektórych prostoskrzydłych z przednich ramion odchodzą jeszcze wyrostki dośrodkowe.

## Wije
Tentorium wijów różni się znacznie od tego u owadów, a jego unikalna budowa i funkcja uchodzą za autapomorfię tego podtypu. Składa się z pary Y-kształtnych sklerytów, których ramiona przyczepione są do bocznych części wargi górnej, pleurytów głowowych i główki stawowej żuwaczki. 
Jego przednie ramiona mają wspólne cechy u wszystkich wijów. Ramiona tylne są scalone z sięgającą bocznych ścian puszki głowowej beleczką oraz ze sklerytami formującymi belkę wspierającą podgębie.
Apodemy tentorialne wsparte na poprzecznej beleczce stanowią miejsce zaczepu grzbietowo-brzusznych mięśni żuwaczek. Dzięki temu wahadłowe ruchy tentorium w dół i na zewnątrz dostarczają lub zwiększają siłę odwodzącą (rozwierającą) żuwaczki. Szczegóły sposobu, w jaki ruchy tentorium przekazywane są na żuwaczki, różnią się jednak między drobnonogami, parecznikami i dwuparcami, a u niektórych ich podtaksonów (np.  przetarcznikokształtnych) tentorium jest nieruchome.